# Avogadro (månkrater)
För andra betydelser, se Avogadro.
Avogadro är en nedslagskrater på månens baksida. Avogadro har fått sitt namn efter den italienske fysikern och kemisten Amadeo Avogadro..
Kratern har en diameter på ungefär 129 km.

## Satellitkratrar
| Avogadro | Latitud | Longitud | Diameter |
| -------- | ------- | -------- | -------- |
| D        | 64.4° N | 164.5° Ö | 20 km    |